# Pleşoiu
Pleşoiu é uma comuna romena localizada no distrito de Olt, na região de Oltênia. A comuna possui uma área de 50.52 km² e sua população era de 3378 habitantes segundo o censo de 2007.